# Удачная (кимберлитовая трубка)
Кимберли́товая тру́бка «Уда́чная» — месторождение алмазов на севере Якутии. Расположено в 20 километрах от северного полярного круга, в Далдыно-Алакитском алмазоносном районе.
Трубка была открыта в июне 1955 года В. Н. Щукиным в рамках поисковых работ Амакинской геолого-разведочной экспедиции. Позднее для промышленной добычи алмазов неподалёку был построен посёлок Удачный и горно-обогатительный комбинат (ГОК).
На самом деле трубка «Удачная» не одна, а состоит из двух прилегающих трубок — Восточной и Западной. Обе они высокоалмазоносны, но несколько различаются по содержанию алмазов.
Трубка «Удачная» стала крупнейшим по объёмам сырья и размерам рудного тела месторождение алмазов в России. В ней было добыто множество крупных камней, ряд которых был помещён в Алмазный фонд. Другая особенность трубки — присутствие в ней очень слабоизменённых автометасоматозом кимберлитов и глубинных ксенолитов, в том числе и алмазоносных. Поэтому трубка стала местом постоянных экспедиций учёных, занимающихся изучением глубинных пород.
Трубка отрабатывается открытым способом с 1982 года, в июне 2014 года на месторождении заработал подземный рудник.

## История
Изначально мощности Удачнинского ГОК были направлены на отработку руды первого коренного месторождения кимберлитовой трубки «Зарница», открытого в СССР в 1954 году, в дальнейшем комбинат начал добычу руды на трубке «Удачной».
Кимберлитовая трубка «Удачная» была открыта 15 июня 1955 года геологоразведочным отрядом под руководством В. Н. Щукина. Название месторождения стало символическим не только потому, что его удалось открыть сразу же в начале экспедиции, но, как выяснилось в ходе предварительной разработки, ещё и потому, что «Удачная» представляет собой две трубки, которые идут почти параллельно, встречаясь на поверхности.
После открытия «Удачной» объёмы геолого-изыскательных работ в бассейне реки Далдын резко увеличились. В 1956 году было принято решение о расширении производственных мощностей уже имеющихся предприятий и строительстве нового горно-обогатительного комбината. Однако строительство отложилось практически на 10 лет, и в действительности работы по проекту начались лишь в 1967 году, когда на месторождении в строй была введена обогатительная фабрика № 11.
С 1967 по 1971 год на месторождении шла разработка алмазоносных россыпей верхних горизонтов. Первый проект разработки коренного месторождения открытым способом до глубины 400 м был выполнен в 1970 году, с 1971 года на «Удачной» началась добыча кимберлитовой руды, которая подавалась на фабрику № 11 автомобильным транспортом.
В том же 1971 году начались работы по строительству новой фабрики № 12 в непосредственной близости от карьера «Удачный», в 1976 году введена в эксплуатацию первая очередь, а в 1978 году — вторая очередь фабрики, которая стала крупнейшей в алмазодобывающей промышленности России.
16 февраля 1979 года приказом министра цветной металлургии СССР рудник «Удачный» был реорганизован в Удачнинский горно-обогатительный комбинат.
Для вовлечения в эксплуатацию глубоких горизонтов месторождения алмазов и поддержания мощностей Удачнинского ГОКа в 1987 году был разработан проект реконструкции карьера «Удачный». На комбинате было внедрено бессточное хвостохранилище обогатительного комплекса, которое представляет собой систему водоснабжения с очистными сооружениями технологической воды. Ввод и эксплуатация хвостохранилища являются примером последовательной технической политики Удачнинского ГОКа, направленной на защиту природных богатств Якутии от отходов промышленной деятельности.
С 1989 года на фабрике № 11 вплоть до её закрытия в 1991 году обогащали руду, добываемую на месторождении «Зарница». В дальнейшем, чтобы занять все производственные мощности фабрики № 12, руду с «Зарницы» начали доставлять на переработку и туда.
3 октября 2001 года на пленарном заседании Государственной комиссии РФ по запасам (ГКЗ) были утверждены запасы нижних горизонтов трубки «Удачная» до глубины 1400 м. В том же году началось проектирование подземного рудника «Удачный», строительство которого продолжалось почти 13 лет.
27 июня 2014 года был введён в эксплуатацию первый пусковой комплекс подземного рудника.

## Удачнинский ГОК
Удачнинский ГОК расположен в Западной Якутии, г. Удачный. Предприятие включает в себя две кимберлитовые трубки — «Удачная» и «Зарница». История ГОКа началась с трубки «Зарница», однако наиболее перспективной была признана трубка «Удачная». С 1971 года добыча алмазов на «Удачной» осуществлялась карьерным способом, в июне 2014 года на месторождении был введён в эксплуатацию крупнейший в России подземный рудник.
В 2014 году мощность Удачнинского ГОКа, за исключением трубки «Зарница», составляла чуть более 100 тысяч тонн руды в год, к 2019 году планировалось вывести комбинат на проектную мощность 4 млн тонны руды.
Карьер «Удачный» по своим размерам превосходит карьер трубки «Мир», с которого началась история российской алмазодобычи. По поверхности «Удачный» имеет размеры 1600×2000 метров и в глубину достигает 640 метров, в то время как «Мир» имеет 525 метров в глубину и 1170×1050 метров по поверхности.

## Структура
На сегодняшний день Удачнинчский ГОК состоит из следующих подразделений:
- карьер «Удачный»;
- обогатительная фабрика № 12;
- цех хвостового хозяйства;
- автобаза технологического транспорта № 3;

## Параметры карьера «Удачный»
Проектная глубина карьера «Удачный» — 640 метров. Размеры карьера по поверхности — 2000×1600 метров, по дну — 600×230 метров.
Срок отработки карьера, работающего с 1971 года, — 51 год.

## Схема производства
Руда добывается буровзрывным способом, грузится экскаваторами и погрузчиками, доставляется автомобильным транспортом на фабрику № 12. Объём ежегодной выработки фабрики составляет 11 миллионов тонн руды. Отработка крутопадающего рудного тела осуществляется с применением кольцевой системы разработки с развитием горных работ от центра к периферии. В рабочей зоне горизонты вскрываются временными съездами.
С вводом в эксплуатацию рудника «Удачный» предполагалось, что подземная добыча и работы в карьере будут вестись попутно, а открытая добыча завершится в 2016 году.
К 2019 году планировалось вывести рудник на проектную мощность 4 миллиона тонн руды в год. При этом он сможет обеспечивать добычу более 5 миллионов карат алмазов в год.

## Уникальные находки
В 1982 году на Удачнинском горно-обогатительном комбинате были добыты алмазы «60 лет ЯАССР» весом 173,7 карата и «Якутск-350» весом 126,3 карата.
В 1989 году был найден алмаз «Александр Пушкин» весом 320,65 карата.
В 2003 году на месторождении был добыт ряд уникальных камней ювелирного качества, самые крупные из которых — алмаз лимонного цвета весом 301,55 карата и алмаз табачного цвета весом 232,7 карата.
В декабре 2014 года в шахте был обнаружен камень, содержащий 30 тысяч алмазов, что в миллион раз больше обычной их концентрации.
В 2022 году в кимберлитовой трубке «Удачная» обнаружили древнейший в мире алмаз, возраст которого составляет 3,6 млрд лет.

## Происшествия
В ночь с 25 на 26 августа 2012 года в строящейся для разработки шахте Восточного рудного тела Удачнинского ГОКа АК «АЛРОСА» в Якутии произошла авария на глубине более 700 метров (горизонт −365). В аварийной зоне находились 17 человек, из них — 12 выбрались на поверхность, пятеро остались в шахте. Спасатели подняли на поверхность тела двух человек, погибших в результате аварии. Из 12 человек, вышедших из шахты, как сообщалось ранее, пострадали четыре человека, они были доставлены в Удачнинскую городскую больницу. Состояние троих из них расценивалось врачами как средней степени тяжести, один из пострадавших находился в тяжёлом состоянии.

## Статистика
|                   | 2012 | 2013 | 2014 | 2015 | 2016 | 2017 | 2018 | 2019 | 2020 | 2021 |
| ----------------- | ---- | ---- | ---- | ---- | ---- | ---- | ---- | ---- | ---- | ---- |
| Алмазы, млн карат | 3,72 | ▲5,6 | ▼0,7 | ▲2,4 | ▼1,5 | —    | ▲2,5 | ▲3,2 | ▲4,3 | ▲4,5 |

## Топографические карты
Лист карты Q-49-XVII,XVIII Удачный. Масштаб: 1 : 200 000. Указать дату выпуска/состояния местности.